# Willy Vanduren
Willy Vanduren (1952) is een gewezen Vlaams regisseur. Hij is vooral bekend als medebedenker en als regisseur van de sitcom F.C. De Kampioenen.

## F.C. De Kampioenen
Vanduren was eerst niet te vinden voor een nieuwe komische reeks over voetbal, een idee dat van Bruno Raes kwam. "Mijn eerste gedachte was 'Bah, voetbal'. De reeks zou in eerste instantie over een ploeg veldrijders gaan", aldus Vanduren. Hij werkte drie jaar lang mee aan de reeks als regisseur. Van het eerste tot het derde seizoen kwam de regie in 39 afleveringen op naam van Vanduren. 
Vanduren werkte daarnaast als regisseur en scenarist mee aan Vlaamse televisieseries als Oei!, Niet voor publikatie en de soapserie Thuis. De Limburgse regisseur ging in 2013 met pensioen na een carrière van meer dan dertig jaar.

## Carrière
Hij werkte als regisseur mee aan de volgende producties:
- Panem et Circenses (1981)
- Greenwich (1981)
- De Boot naar Spanje (1982)
- Oei! (1989)
- Oei Jacques (1989)
- F.C. De Kampioenen (1990-1993), seizoen 1–3
- Niet voor publikatie (1994)
- De Burgemeesters (1997)
- Thuis (2006-2013)